# Okocimski KS Brzesko
Maillots
Dernière mise à jour : 28 décembre 2013.
L'Okocimski KS Brzesko est un club polonais de football professionnel fondé le 6 septembre 1933 et basé à Brzesko, dans la voïvodie de Petite-Pologne. Son équipe principale, entraînée par Piotr Stach, prend part actuellement à l'édition 2013-2014 du championnat de Pologne de deuxième division, et reçoit ses adversaires au stade de l'Okocimski Brzesko, enceinte pouvant accueillir jusqu'à 1 068 personnes.

## Histoire

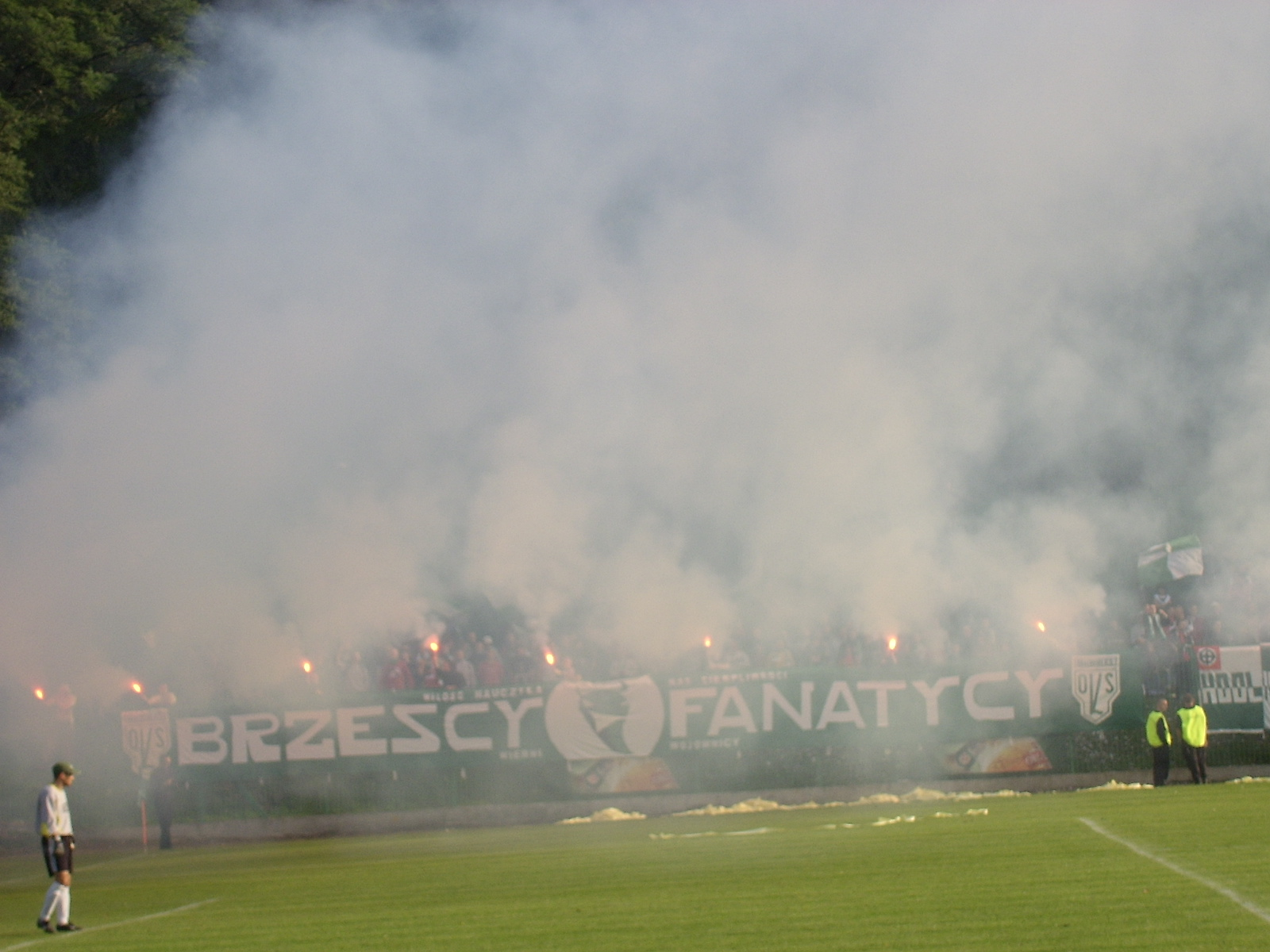
Supporters du club, en 2005.

Créé le 6 septembre 1933, l'Okocimski KS Brzesko est à la base un club lié au sport d'hiver. Il tire son nom de la brasserie Okocim (en), célèbre dans toute la Pologne et basée à Brzesko depuis 1845, et son siège est d'ailleurs installé dans la rue qui porte le même nom que la brasserie.
Au fil des années, le club se dote de nombreuses autres sections sportives (football, athlétisme, tennis, volley-ball…), sans toutefois briller au plus niveau. Son meilleur résultat est une quatrième place en championnat de Pologne de football de deuxième division obtenue lors de la saison 1994-1995.
Retombé ensuite en ligue régionale, l'Okocimski fait son retour en deuxième division lors de la saison 2012-2013, après avoir terminé en tête de son groupe de II liga. Destiné à retourner en troisième division après s'être classé quinzième, le club profite finalement de la rétrogradation du Polonia Varsovie pour se sauver in-extremis.

## Quelques anciens joueurs
- Piotr Stawarczyk, actuellement au Ruch Chorzów (plus de 130 matches en première division)
- Dariusz Żuraw, international polonais (100 matches en première division, 131 en championnat d'Allemagne)